# Malagasphena minor
Malagasphena minor är en insektsart som beskrevs av Kevan, D.K.M., Akbar och A. Singh 1964. Malagasphena minor ingår i släktet Malagasphena och familjen Pyrgomorphidae. Inga underarter finns listade i Catalogue of Life.